# 손민한
손민한(孫敏漢, 1975년 1월 2일~)은 대한민국의 야구 선수 출신 야구 지도자이다. 현역 시절 KBO 리그의 롯데 자이언츠와 NC 다이노스 소속으로 투수로 뛰었다. 대한민국 야구 국가대표팀의 선수로 활약해 2000년 하계 올림픽에서 동메달을 획득했으며, WBC, 아시안 게임에도 참가해 메달을 획득했다.

## 선수 경력

### 아마추어
부산고등학교 2학년 때인 1991년 제 43회 화랑대기 전국고교야구대회에서 염종석, 주형광 등과 함께 부산고등학교의 우승을 이끌었다. 3학년이던 1992년에는 세계청소년야구선수권대회에 국가대표팀으로 선발됐으나 메달을 획득하지 못했다.
이후 1993년 고려대학교 체육교육학과에 진학했다. 1995년에는 아마야구 최우수선수상을 수상했다.

### 롯데 자이언츠
1997년 신인 드래프트에서 롯데 자이언츠는 부산고등학교 동기이자 고려대학교 체육교육학과 시절까지 배터리로 함께한 포수 진갑용과 그 중 누구를 선택할지 고심하다가 투수인 그를 지명했다. 진갑용은 웨이버 방식으로 진행된 2차 지명에서 전년도 최하위였던 OB 베어스의 2차 1순위 지명을 받았다. 1996년 12월 20일에 입단식을 가졌으며, 계약금 5억원, 연봉 2,000만원에 계약했다. 이 액수는 당시 임선동(7억)에 이어 차명주(5억)와 함께 역대 두 번째로 많은 계약금이었다. "프로에 적응력을 키우는 것이 최우선이고 팀 전력에 도움을 줄 수 있는 선수가 되도록 노력하겠다."라고 소감을 밝혔다.
입단 초기에는 같은 해에 입단한 문동환과 함께 미래의 에이스 후보로 떠올랐다. 그러나 입단 첫 해 개막전에 등판하여 끝내기 폭투를 범해 데뷔 전에서 패전 투수가 됐고, 이후 3년간 부상으로 이렇다 할 활약은 하지 못하고 4년째인 2000년에 12승을 올려 간신히 기대에 부응했다. 시드니 올림픽 대표팀으로 발탁돼 팀이 동메달을 획득해 병역 혜택을 받았다.
2001년에는 신윤호와 함께 15승(신윤호는 구원으로만 15승, 그는 선발로만 15승)으로 최다승 및 승률왕 타이틀을 획득했다. 그러나 2002년과 2003년에 또 다시 부진에 빠져, 한 자릿수 승에 그쳤다. 2004년 전반기에는 마무리 투수로 활약했으나 8세이브에 그쳤다. 그러나 2004년 7월 12일 박석진, 김대익과의 트레이드로 노장진, 김승관이 입단해 노장진이 마무리를 맡게 되자 2004년 후반기부터 다시 선발로 전향해 9승을 기록했다.
2005년에 18승을 거두며 최다 승, 평균 자책점 1위를 기록했고, MVP를 수상했으며 17선발승으로 1986년 선동열과 함께 정규 시즌 MVP 최다 선발 승 타이 기록을 세웠지만 다음 해 류현진(18선발승), 2007년 리오스 (22선발승)에 의해 갱신됐다.
포스트 시즌에 진출하지 못한 팀에서 MVP가 나온 사례는 KBO 리그 최초였다. 이때부터 '전국구 에이스'라고 불렸다. 2006년 WBC 국가대표팀에 선발됐고, 미국전에서 선발 등판해 승리 투수가 됐다.
2008년 시즌에는 리그에서 가장 많은 QS(21회)와 QS+(18회)를 하고도 계투진의 난조와 타선의 지원 부족으로 단 12승밖에 거두지 못하는 불운을 겪었다. 2008년 시즌 후 FA 자격을 얻어 잔류했다.
또한 2009년 WBC 대표팀의 주장으로 뽑혔다. 하지만 결승전까지 단 1경기에도 등판하지 않았는데, 그 이유는 컨디션 난조 때문이었으며 실제로 그는 그 때 어깨가 좋지 않았다. 이를 본 팬들은 "그가 실종됐다"는 패러디성 유머를 만들어 희화화하기도 했다. 2009년 시즌 개막 후 그가 회장으로 있던 선수협의 노조 결성 논란으로 인해 출전이 없었다가, 7개월만에 2009년 6월 7일 두산 베어스전에 등판해 6이닝 무실점으로 팀의 영봉승을 이끌어 냈다. 같은 해 6월 26일에 한화 이글스전에서 역대 20번째 통산 세 자릿수 승을 기록했다.
그러나 그는 2009년 WBC 때부터 안 좋은 어깨 때문에 2009년 10월 2일 미국 LA 다저스 지정 병원인 조브 클리닉에서 감바델라 박사의 집도로 오른쪽 어깨 관절경 수술을 받았다. 수술 후 미국에서 1차 재활을 마친 뒤 귀국해 2010년 시즌까지 계속 재활 훈련을 했다. 그러나 재활 훈련 도중 통증이 재발돼 복귀가 무산됐고 2011년에도 시범 경기에 등판했으나 또 다시 악순환을 거듭하여 결국 회복하지 못하고 시즌 후 방출됐다.

### NC 다이노스

#### 2013년 시즌
방출 후 당시 신생 구단이었던 NC 다이노스 팀의 입단 테스트를 받았다. 우여곡절 끝에 선수협 문제가 해결됐고 메디컬 테스트도 통과했다.
하지만 결국 정식 선수 등록 마감일까지 이적할 팀을 찾지 못했다. 선수로 복귀하기 위해 신고선수로 입단해 6월 1일 이후부터 1군 등록이 가능한 신고선수 등록 기간에 돌아오는 길밖에 없었다. 팀에서도 그의 부상 이력 때문에 최대한 몸을 만들 때까지 복귀를 서두르지 않을 거라 판단하고, 코칭스태프가 전지 훈련을 마치고 돌아오는 3월에 테스트를 거쳐 신고선수 영입 여부를 결정하려고 했다. 이후 4월 15일에 연봉 5,000만원의 조건으로 신고선수 계약을 맺었다. 퓨처스 팀에 합류해, 몸 상태를 고려하여 퓨처스 경기에 등판했다.
6월 5일 노성호를 대신해 4년 만에 1군 경기에 올라왔다. SK 와이번스전에서 선발 등판해 1,378일 만에 1군 복귀전을 치뤘고, 김광현을 상대로 1,407일 만에 선발 승을 거뒀다. 6월 한 달 동안 4경기에 선발 등판해 3승, 평균자책점 0.77, 8탈삼진으로 활약했으며, KBO 리그 6월 MVP에 선정됐다. 하지만 그는 선발로 나설 때마다 투구 수에 대한 부담으로 당시 감독이었던 김경문에게 불펜 전환 의사를 표명했고, 김경문도 이를 승인해 불펜으로 전환했으며, 마무리 투수도 겸했다. 2013년 7월 24일 삼성 라이온즈전에서는 데뷔 첫 홀드를 기록했다. 2013년 8월 13일 한화 이글스전에서는 데뷔 후 처음으로 타석에 섰으나 김혁민을 상대로 삼진을 당했다.

#### 2014년 시즌
4월 24일 SK 와이번스와의 경기에서 2이닝 1실점을 기록하면서 역대 18번째 1600이닝을 달성했다. 5월 13일 KIA 타이거즈와의 경기에서 역대 15번째 통산 110승을 구원 승으로 기록했다.
시즌 52경기에 등판해 48.1이닝, 4승 4패, 1세이브, 9홀드, 평균자책점 3.54를 기록했다.

##### 2014년 준플레이오프
4경기에 모두 등판해 3이닝 2피안타, 무실점을 기록했다. LG 트윈스와의 3차전에서 한 점차로 추격을 허용했으나 홀드를 기록했다.
| 방어율 | 경기수 | 승 | 패 | 세이브 | 홀드 | 완투 | 완봉 | 이닝 | 피안타 | 피홈런 | 볼넷 | 사구 | 삼진 | 실점 | 자책 | 비고 |
| ------ | ------ | -- | -- | ------ | ---- | ---- | ---- | ---- | ------ | ------ | ---- | ---- | ---- | ---- | ---- | ---- |
| 0.00   | 4      | 0  | 0  | 0      | 1    | 0    | 0    | 3    | 2      | 0      | 0    | 0    | 0    | 0    | 0    |      |

#### 2015년 시즌
선발진에 합류하며 시즌을 시작했다. 4월 5일 한화 이글스와의 경기에서 6이닝 5피안타, 3탈삼진, 1실점(비자책)으로 선발 승을 기록했다. 그는 40세 3개월 3일의 나이로 송진우, 박철순에 이어 3번째 최고령 선발 승을 기록했다. 5월 28일 두산 베어스와의 경기에서 역대 17번째 통산 7000타자 상대를 달성했다. 경기에서는 6이닝 5피안타, 1볼넷, 무실점으로 시즌 6승을 기록했고, 이 승리로 팀 창단 최다 연승인 8연승을 기록했다. 6월 18일 kt 위즈와의 경기에서 5이닝 6피안타, 3탈삼진, 4실점(2자책)을 기록하면서 시즌 7승을 기록했으며, 역대 19번째 통산 1700이닝을 기록했다. 6월 24일 KIA 타이거즈와의 경기에서 5이닝 5피안타, 2볼넷, 2탈삼진, 무실점으로 시즌 8승이자 역대 13번째 개인 통산 120승을 달성했다. 올스타전에 감독 추천 선수로 발탁됐다. 올스타전 기준 나이 40세 6개월 16일로 최고령 올스타전 투수가 됐다.
7월 24일 두산 베어스와의 경기에서‘오른손 투수’중 최고령 선발 등판 기록을 갱신했다. 40세 6개월 22일의 나이로 종전 기록인 박철순의 40세 5개월 23일을 갱신했고, 송진우, 구대성에 이어 역대 세 번째로 많은 나이에 선발 등판한 선수가 됐다. 경기에서는 2.1이닝 6피안타, 1사구, 5실점으로 패전 투수가 됐다. 9월 11일 넥센 히어로즈와의 경기에서 5이닝 5피안타(1피홈런), 1탈삼진, 2실점을 기록하면서 시즌 두 자릿수 승을 기록했다. 이는 2008년 시즌 12승을 거둔 후 7년만이었으며, 40세 8개월 9일로 역대 최고령 두 자릿수 승 투수가 됐다.
2015년 시즌 26경기에 등판해 105이닝, 4점대 평균자책점 4.89, 11승 6패, 50탈삼진을 기록했다.

##### 2015년플레이오프
10월 21일 두산 베어스와의 3차전에 선발 등판해 5이닝 3피안타, 3볼넷, 2실점(1자책)을 기록하며 승리 투수가 됐다. 이 승리로 포스트시즌 최고령 선발 승리 투수(40세 9개월 19일)로 기록됐고, 롯데 자이언츠 시절인 1999년 10월 17일 삼성 라이온즈를 상대로 플레이오프 5차전에서 승리한 이후 16년 만에 포스트시즌 승리 투수가 됐다.
| 방어율 | 경기수 | 승 | 패 | 세이브 | 홀드 | 완투 | 완봉 | 이닝 | 피안타 | 피홈런 | 볼넷 | 사구 | 삼진 | 실점 | 자책 | 비고 |
| ------ | ------ | -- | -- | ------ | ---- | ---- | ---- | ---- | ------ | ------ | ---- | ---- | ---- | ---- | ---- | ---- |
| 1.80   | 1      | 1  | 0  | 0      | 0    | 0    | 0    | 5    | 3      | 0      | 3    | 1    | 0    | 2    | 1    |      |

시즌 후 은퇴를 선언했다.

## 은퇴 후
은퇴 선언 직후 2016년부터 NC 다이노스의 유소년팀 코치로 활동했다. 2017년에는 김해대곡초등학교에 티볼을 코치하러 왔다. 2018년 시즌 후 당시 수비코치였던 이동욱이 감독으로 승격되자 NC 다이노스의 수석코치 겸 투수코치로 활동했으며, 2019년 시즌 후 강인권이 수석코치로 영입되면서 투수코치로만 활동했다. 2020년 팀이 창단 첫 한국시리즈 우승을 하면서 선수때는 껴보지 못한 우승반지를 코치로써 끼게 되었다.

### 선수협회 회장
2007년 12월 16일에 열린 한국프로야구선수협회 정기총회에서 2008년 ~ 2009년을 이끌어갈 선수협회회장으로 선출됐다. 2008년 현대 유니콘스의 해체를 막기 위해 10억을 기탁하는 등 이전과는 달리 더 적극적으로 선수협 활동을 이끌었다. 2008년 5월 7일에는 나진균 총장의 후임으로 권시형 서울대 스포츠과학연구소 책임연구원을 선임했다. 7월 8일에는 정기 이사회를 열어 도핑테스트를 수용하기로 합의하였다. 또한 11월에는 넥센 히어로즈의 장원삼 트레이드 사건을 비판하며 선수에게 트레이드 거부권을 달라고 요구했다. 하지만 2011년 말 선수협 간부가 한 온라인게임업체와 선수 초상권 사용 계약을 맺는 과정에서 브로커로부터 뇌물을 받으면서, 8개 구단 고참급 선수들이 그의 퇴진을 요구했고 결국 선수협 회장직에서 물러났다.

## 플레이 스타일
아마 시절엔 150km/h까지 던질 수 있는 불같은 강속구를 갖고 있었으나 혹사에 기인한 부상으로 인해 빠른공보다는 코너웍을 바탕으로 하는 스타일로 전환한다. 그럼에도 불구하고 전력 투구시 최고 148km/h의 강속구를 던질 수 있었다. 2009년에 어깨 부상을 당한 이후 구속이 하락했지만 NC 다이노스에서 불펜으로 활약하던 시절에도 140km/h대 초중반의 직구 평속은 기록했다.
투구 패턴이 정 반대로 바뀐 타입의 투수이다. 아마때의 활약을 본 사람들의 증언에 따르면 140km/h 후반대의 직구와 커브, 슬라이더 위주의 투구를 펼쳤다고 한다. 실제로 프로 초창기 및 2001년에만 해도 어느 정도는 직구에 의존하는 투구 패턴을 보이기도 했다. 다만 파워 피칭이라고 할지라도 탈삼진 능력이 빼어나지는 않았다. 투구 스타일을 바꾼 후엔 포크볼을 장착해 다양한 구종으로 맞춰잡았다. 포크볼의 구위는 매우 뛰어났으며 그가 삼진을 잡을 때 주로 던지는 결정구이다. 삼진을 잡아내기보단 내야 땅볼 유도를 더 많이 하는 편이다. 투구 폼으로 봐도 와인드업을 거의 하지 않은 채 던지기 일쑤라 모르는 사람이 보면 참 성의없이 설렁설렁 던지는 것처럼 보이지만, 이를 통해 빠른 타이밍으로 주자의 움직임을 최소화 하고 볼 판별 시간을 줄이는 등 많은 효과를 보고 있다. 와인드업시 전력 투구를 할 때는 147~148km/h 정도의 공을 던질 수 있는 듯 하다. 하지만 대개 와인드업을 생략하고 빠른 타이밍으로 던지면서 140km/h 초반대의 직구와 변화구로 맞춰잡는 투구를 구사한다.
최고의 강점은 소위 습관이 분명한 편인데도 불구하고, 원하는 곳에 원하는 구질을 찔러 넣어 상대 타자를 잡아내는 데 있다. 원하는 곳, 원하는 구질임에도 공략이 어려운 이유는 대략 타자가 정확히 노린 곳과 2%의 차이로 요약할 수 있을 그의 로케이션 능력이다. 역대 투수 중 최고의 수비 실력을 가지고 있다는 평도 있다.

## 경력

### 수상
- 1995년 제 29회 대통령기 전국대학야구대회 최우수 선수, 아마야구 최우수선수상
- 2001년 한국프로야구 다승왕 (15승)(선발로만 15승을 거둬 최다 선발승), 승률 1위(0.714), 최다 선발승(15선발승)
- 2005년 한국프로야구 다승왕 (18승)(17선발승으로 1986년 선동열과[34] 당시 정규시즌 MVP 최다 선발승 타이), 평균자책점 1위 (2.46), 최우수선수, 골든 글러브 투수상, 최다 선발승(17선발승)
- 2013년 한국프로야구 6월 MVP

### 국가대표 경력
- 1992년 세계 청소년 야구 선수권 대회 대회 대표
- 1994년 아시안 게임 대표
- 1996년 하계 올림픽 대표
- 2000년 하계 올림픽 대표
- 2006년 제 1회 2006년 WBC 대표, 아시안 게임 대표
- 2009년 제 2회 2009년 WBC 대표

## 등번호
- '1' (2006년 월드 베이스볼 클래식)
- '61' (1997년 ~ 2015년)
- '81' (2019년 ~ 2022년)

## 출신 학교
- 대연초등학교
- 부산 대천중학교
- 부산고등학교
- 고려대학교

## 통산 기록
| 연 도           | 소 속           | 나 이           | 승 리 | 패 전 | 승 률 | 평 자 책 | 출 장 | 선 발 | 완 투 | 완 봉 | 세 이 브 | 홀 드 | 이 닝  | 피 안 타 | 피 홈 런 | 볼 넷 | 고 4 | 탈 삼 진 | 몸 맞 | 보 크 | 폭 투 | 실 점 | 자 책 | 타 자 수 | W H I P |
| --------------- | --------------- | --------------- | ----- | ----- | ----- | -------- | ----- | ----- | ----- | ----- | -------- | ----- | ------ | -------- | -------- | ----- | ---- | -------- | ----- | ----- | ----- | ----- | ----- | -------- | ------- |
| 1997            | 롯데            | 23              | 1     | 3     | .250  | 4.80     | 9     | 4     | 0     | 0     | 1        | 0     | 30.0   | 23       | 2        | 20    | 0    | 17       | 1     | 0     | 3     | 17    | 16    | 128      | 1.43    |
| 1999            | 롯데            | 25              | 0     | 0     | ----  | 5.59     | 10    | 2     | 0     | 0     | 1        | 0     | 19.1   | 19       | 2        | 6     | 0    | 9        | 1     | 1     | 0     | 13    | 12    | 84       | 1.29    |
| 2000            | 롯데            | 26              | 12    | 7     | .632  | 3.20     | 28    | 28    | 4     | 1     | 0        | 0     | 174.1  | 153      | 16       | 55    | 0    | 117      | 6     | 0     | 1     | 68    | 62    | 707      | 1.19    |
| 2001            | 롯데            | 27              | 15    | 6     | .714  | 4.21     | 29    | 29    | 0     | 0     | 0        | 0     | 173.1  | 184      | 18       | 69    | 0    | 110      | 4     | 0     | 9     | 89    | 81    | 760      | 1.46    |
| 2002            | 롯데            | 28              | 4     | 9     | .308  | 3.67     | 23    | 22    | 2     | 1     | 0        | 0     | 142.1  | 144      | 19       | 30    | 1    | 82       | 4     | 0     | 5     | 68    | 58    | 586      | 1.22    |
| 2003            | 롯데            | 29              | 3     | 11    | .214  | 4.86     | 18    | 18    | 1     | 0     | 0        | 0     | 109.1  | 115      | 17       | 38    | 1    | 54       | 5     | 0     | 2     | 67    | 59    | 473      | 1.40    |
| 2004            | 롯데            | 30              | 9     | 2     | .818  | 2.73     | 42    | 11    | 0     | 0     | 8        | 0     | 108.2  | 90       | 8        | 29    | 3    | 88       | 2     | 0     | 4     | 36    | 33    | 433      | 1.10    |
| 2005            | 롯데            | 31              | 18    | 7     | .720  | 2.46     | 28    | 26    | 1     | 0     | 1        | 0     | 168.1  | 149      | 9        | 38    | 2    | 105      | 2     | 0     | 4     | 54    | 46    | 678      | 1.11    |
| 2006            | 롯데            | 32              | 10    | 8     | .556  | 2.78     | 25    | 24    | 2     | 1     | 1        | 0     | 161.2  | 147      | 4        | 39    | 6    | 96       | 9     | 0     | 3     | 54    | 50    | 664      | 1.15    |
| 2007            | 롯데            | 33              | 13    | 10    | .565  | 3.34     | 30    | 30    | 0     | 0     | 0        | 0     | 194.0  | 191      | 17       | 48    | 4    | 95       | 2     | 0     | 4     | 74    | 72    | 797      | 1.23    |
| 2008            | 롯데            | 34              | 12    | 4     | .750  | 2.97     | 26    | 26    | 1     | 0     | 0        | 0     | 179.0  | 183      | 12       | 40    | 4    | 80       | 1     | 0     | 5     | 66    | 59    | 733      | 1.25    |
| 2009            | 롯데            | 35              | 6     | 5     | .545  | 5.19     | 14    | 14    | 0     | 0     | 0        | 0     | 69.1   | 87       | 3        | 28    | 0    | 20       | 4     | 0     | 1     | 41    | 40    | 311      | 1.66    |
| 2013            | NC              | 39              | 5     | 6     | .455  | 3.43     | 28    | 6     | 0     | 0     | 9        | 3     | 60.1   | 56       | 4        | 23    | 4    | 22       | 3     | 0     | 1     | 24    | 23    | 250      | 1.31    |
| 2014            | NC              | 40              | 4     | 4     | .500  | 3.54     | 52    | 1     | 0     | 0     | 1        | 9     | 48.1   | 56       | 5        | 14    | 1    | 23       | 3     | 0     | 3     | 20    | 19    | 210      | 1.45    |
| 2015            | NC              | 41              | 11    | 6     | .647  | 4.89     | 26    | 19    | 0     | 0     | 0        | 0     | 105.0  | 122      | 8        | 15    | 0    | 50       | 5     | 0     | 3     | 65    | 57    | 444      | 1.31    |
| KBO 통산 : 15년 | KBO 통산 : 15년 | KBO 통산 : 15년 | 123   | 88    | .583  | 3.55     | 388   | 260   | 11    | 3     | 22       | 12    | 1743.1 | 1719     | 144      | 492   | 26   | 968      | 52    | 1     | 48    | 756   | 687   | 7258     | 1.27    |

| 년도 | 팀    | 타율  | 경기수 | 타수 | 득점 | 안타 | 2루타 | 3루타 | 홈런 | 타점 | 도루 | 도루 실패 | 볼넷 | 사구 | 삼진 | 병살타 | 장타율 | 출루율 | 실책 | 비고 |
| ---- | ----- | ----- | ------ | ---- | ---- | ---- | ----- | ----- | ---- | ---- | ---- | --------- | ---- | ---- | ---- | ------ | ------ | ------ | ---- | ---- |
| 2004 | 삼성  | -     | 5      | 0    | 0    | 0    | 0     | 0     | 0    | 0    | 0    | 0         | 0    | 0    | 0    | 0      | -      | -      | 0    |      |
| 2005 | 삼성  | -     | 1      | 0    | 0    | 0    | 0     | 0     | 0    | 0    | 0    | 0         | 0    | 0    | 0    | 0      | -      | -      | 0    |      |
| 2013 | NC    | 0.000 | 2      | 1    | 0    | 0    | 0     | 0     | 0    | 0    | 0    | 0         | 0    | 0    | 1    | 0      | 0.000  | 0.000  | 0    |      |
| 2014 | NC    | -     | 1      | 0    | 0    | 0    | 0     | 0     | 0    | 0    | 0    | 0         | 0    | 0    | 0    | 0      | -      | -      | 0    |      |
| 2015 | NC    | -     | 1      | 0    | 0    | 0    | 0     | 0     | 0    | 0    | 0    | 0         | 0    | 0    | 0    | 0      | -      | -      | 0    |      |
| 통산 | 5시즌 | 0.000 | 10     | 1    | 0    | 0    | 0     | 0     | 0    | 0    | 0    | 0         | 0    | 0    | 1    | 0      | 0.000  | 0.000  | 0    |      |

- 시즌 기록 중 굵은 글씨는 해당 시즌 최고 기록

## 주요 기록
- 승리

| 기록           | 날짜            | 소속팀 | 상대팀 | 구장 | 종전 기록              | 기타                                           |
| -------------- | --------------- | ------ | ------ | ---- | ---------------------- | ---------------------------------------------- |
| 통산 100승     | 2009년 6월 26일 | 롯데   | 한화   | 대전 | 2008년 8월 26일 이상목 | 역대 20번째(통산 98선발승) 패전 투수 : 정민철  |
| 통산 100선발승 | 2009년 7월 21일 | 롯데   | 두산   | 잠실 | 2008년 5월 4일 김수경  | 역대 11번째 패전 투수 : 크리스 니코스키        |
| 통산 110승     | 2014년 5월 13일 | NC     | KIA    | 마산 | 2013년 7월 26일 배영수 | 역대 15번째(통산 104선발승) 패전 투수 : 심동섭 |
| 통산 110선발승 | 2015년 5월 28일 | NC     | 두산   | 마산 | 역대 최초              | 패전 투수 : 유희관                             |
| 통산 120승     | 2015년 6월 24일 | NC     | KIA    | 마산 | 2014년 6월 25일 배영수 | 역대 13번째 패전 투수 : 서재응                 |

| 기록                            | 날짜             | 소속팀 | 상대팀 | 구장 | 종전 기록               | 기타                               |
| ------------------------------- | ---------------- | ------ | ------ | ---- | ----------------------- | ---------------------------------- |
| 최고령 10승 투수                | 2015년 9월 11일  | NC     | 넥센   | 마산 | 2005년 9월 14일 송진우  | 40세 8개월 9일 패전 투수 : 금민철  |
| 최고령 포스트시즌 선발 승리투수 | 2015년 10월 21일 | NC     | 두산   | 잠실 | 2006년 10월 17일 송진우 | 40세 9개월 19일 패전 투수 : 유희관 |

- 이닝

| 기록          | 날짜            | 소속팀 | 상대팀 | 구장 | 종전 기록              | 기타        |
| ------------- | --------------- | ------ | ------ | ---- | ---------------------- | ----------- |
| 통산 1600이닝 | 2014년 4월 24일 | NC     | SK     | 문학 | 2013년 5월 25일 배영수 | 역대 18번째 |
| 통산 1700이닝 | 2015년 6월 18일 | NC     | kt     | 수원 |                        | 역대 19번째 |

- 타자

| 기록               | 날짜            | 소속팀 | 상대팀 | 구장 | 상대타자 | 기타        |
| ------------------ | --------------- | ------ | ------ | ---- | -------- | ----------- |
| 통산 7000타자 상대 | 2015년 5월 28일 | NC     | 두산   | 마산 | 김현수   | 역대 17번째 |